# Segunda División de Chile 1962
Segunda División de Chile 1962 var 1962 års säsong av den nationella näst högsta divisionen för fotboll i Chile, som vanns av Coquimbo Unido som således gick upp i Primera División (den högsta divisionen). Inget lag flyttades ner.

## Tabell
|  |     | Lag                     | Poäng | M  | V  | O | F  | GM | IM | MSK |
|  | --- | ----------------------- | ----- | -- | -- | - | -- | -- | -- | --- |
|  | 1.  | Coquimbo Unido          | 31    | 22 | 13 | 5 | 4  | 38 | 17 | +21 |
|  | 2.  | San Antonio Unido       | 30    | 22 | 13 | 4 | 5  | 39 | 27 | +12 |
|  | 3.  | Lister Rossel           | 29    | 22 | 12 | 5 | 5  | 47 | 33 | +14 |
|  | 4.  | UTE                     | 27    | 22 | 10 | 7 | 5  | 44 | 31 | +13 |
|  | 5.  | Luis Cruz Martínez      | 25    | 22 | 8  | 9 | 5  | 36 | 32 | +4  |
|  | 6.  | San Bernardo Central    | 21    | 22 | 8  | 5 | 9  | 34 | 31 | +3  |
|  | 7.  | Municipal de Santiago   | 21    | 22 | 8  | 5 | 9  | 28 | 33 | -5  |
|  | 8.  | Ñublense                | 20    | 22 | 7  | 6 | 9  | 30 | 31 | -1  |
|  | 9.  | Trasandino              | 18    | 22 | 6  | 6 | 10 | 35 | 44 | -9  |
|  | 10. | Iberia                  | 17    | 22 | 6  | 5 | 11 | 26 | 38 | -12 |
|  | 11. | Valparaíso Ferroviarios | 14    | 22 | 3  | 8 | 11 | 28 | 41 | -13 |
|  | 12. | Colchagua Deportes      | 11    | 22 | 3  | 5 | 14 | 21 | 48 | -27 |

|  | Uppflyttade till Primera División. |